# Royal Aywaille Football Club
Maillots
Dernière mise à jour : 8 décembre 2024.
Le Royal Aywaille Football Club est un club de football belge situé à Aywaille dans la province de Liège. Il porte le matricule 1979, et ses couleurs sont le bleu et le noir. Fondé au début des années 1930, le club joue la majeure partie de son Histoire dans les séries provinciales liégeoises. Il évolue en Division 3 Amateur lors de la saison 2018-2019, ce qui constitue sa 11e saison dans les séries nationales. Le club joue également un an au troisième niveau national dans les années 1940, le plus haut niveau qu'il ait atteint.

## Histoire
Le club est fondé en 1933 sous le nom d'Aywaille Football Club. Il s'affilie à l'URBSFA le 20 août 1933, et reçoit le matricule 1979. Le club débute dans les divisions régionales, où il évolue jusqu'au terme de la Seconde Guerre mondiale.
En 1945, le club rejoint pour la première fois la Promotion, alors troisième et dernier niveau national. L'expérience ne dure qu'un an, le club terminant avant-dernier et relégué vers les séries provinciales liégeoises. Le 11 mars 1968, il est reconnu « Société Royale », et adapte son nom en Royal Aywaille Football Club.
Ensuite, Aywaille passe 63 ans au niveau provincial. En 2009, il termine troisième en première provinciale, et remporte ensuite le tour final de la province de Liège. Il se qualifie ainsi pour le tour final interprovincial, où il élimine le club de Pont-à-Celles/Buzet. À la suite de plusieurs fusions et radiations dans les séries nationales, cette seule victoire permet au club de monter en Promotion, retrouvant ainsi les séries nationales. Le club termine ses trois premières saisons en milieu de classement, à l'abri de la relégation, obtenant notamment une septième place finale en 2011-2012. La saison suivante, le club ne quitte jamais les cinq premières places et termine la saison sur la troisième marche du podium. Qualifié pour la première fois pour le tour final, il élimine au premier tour le Tempo Overijse mais échoue ensuite contre le KFC Izegem. La saison suivante, le club se qualifie à nouveau pour le tour final. Il bat le Léopold FC au premier tour mais est ensuite battu par Cité Sport et n'est donc pas promu. Le club rentre ensuite dans le rang et termine avant-dernier en 2015-2016. Grâce à la réforme du football national décidée pour la saison suivante, le club ne retombe pas en provinciales mais est relégué en Division 3 Amateur, le nouveau cinquième niveau hiérarchique national.

## Résultats dans les divisions nationales
Statistiques mises à jour le 8 décembre 2024 (terme de la saison 2023-2024)

### Bilan
| Niv | Divisions     | Jouées | Titres | TM Up | TM Down |
| --- | ------------- | ------ | ------ | ----- | ------- |
| I   | 1re nationale | 0      | 0      |       |         |
| II  | 2e nationale  | 0      | 0      |       |         |
| III | 3e nationale  | 1      | 0      |       |         |
| IV  | 4e nationale  | 7      | 0      | 2     |         |
| V   | 5e nationale  | 8      | 0      |       |         |
|     |               |        |        |       |         |
|     | TOTAUX        | 16     | 0      | 2     | 0       |

- TM Up : test-match pour départager des égalités, ou toutes formes de Barrages ou de Tour final pour une montée éventuelle.
- TM Down : test-match pour départager des égalités, ou toutes formes de Barrages ou de Tour final pour le maintien.

### Classements saison par saison
| Ordre               | Saison    | Nom du club    | Niveau                          | Classement final | Remarques                            |
| ------------------- | --------- | -------------- | ------------------------------- | ---------------- | ------------------------------------ |
| 1                   | 1945-1946 | Aywaille FC    | Promotion (D3) série D          | 17e/18           | Relégué!                             |
| séries provinciales |           |                |                                 |                  |                                      |
| 2                   | 2009-10   | R. Aywaille FC | Promotion série D               | 8e/16            |                                      |
| 3                   | 2010-11   | R. Aywaille FC | Promotion série D               | 11e/16           |                                      |
| 4                   | 2011-12   | R. Aywaille FC | Promotion série D               | 7e/16            |                                      |
| 5                   | 2012-13   | R. Aywaille FC | Promotion série D               | 3e/16            | Tour final!                          |
| 6                   | 2013-14   | R. Aywaille FC | Promotion série D               | 3e/16            | Tour final!                          |
| 7                   | 2014-15   | R. Aywaille FC | Promotion série D               | 7e/16            |                                      |
| 8                   | 2015-16   | R. Aywaille FC | Promotion série D               | 15e/16           | Relégué!                             |
| 9                   | 2016-17   | R. Aywaille FC | Division 3 Amateur ACFF série B | 12e/14           |                                      |
| 10                  | 2017-18   | R. Aywaille FC | Division 3 Amateur ACFF série B | 7e/16            |                                      |
| 11                  | 2018-19   | R. Aywaille FC | Division 3 Amateur ACFF série B | 7e/16            |                                      |
| 12                  | 2019-20   | R. Aywaille FC | Division 3 Amateur ACFF série B | 6e/16            |                                      |
| 13                  | 2020-21   | R. Aywaille FC | Division 3 ACFF série B         | n/a              | saison annulée en raison du Covid-19 |
| 14                  | 2021-22   | R. Aywaille FC | Division 3 ACFF série B         | 12e/16           |                                      |
| 15                  | 2022-23   | R. Aywaille FC | Division 3 ACFF série B         | 9e/16            |                                      |
| 16                  | 2023-24   | R. Aywaille FC | Division 3 ACFF série B         | 3e/16            | Promu!                               |
| 17                  | 2024-25   | R. Aywaille FC | Division 2 ACFF                 | .../18           |                                      |